# Boing (Spagna)
Boing è un canale televisivo tematico spagnolo gratuito, i cui contenuti sono rivolti prevalentemente ai bambini e ragazzi. È stato lanciato il 1 settembre 2010 ed è la versione locale della rete televisiva italiana omonima.

## Storia
Il 28 novembre 2008, Telecinco e Turner hanno raggiunto un accordo per introdurre un blocco di programmazione per bambini sul canale Telecinco e Telecinco 2, con circa 42 ore di programmazione settimanale. Tre giorni dopo, è iniziato il container dei cartoni animati Boing, basato sull'omonimo canale italiano.
L'11 maggio 2009, Boing passò dalla trasmissione su Telecinco 2 a Factoría de Ficción, dello stesso gruppo, con lo stesso contenuto e programmi simili, da quando Telecinco 2 divenne La Siete e cambiò parte della sua programmazione.
Il 2 agosto 2010, Telecinco ha annunciato il lancio di Boing come quarto canale televisivo in chiaro, passando da un contenitore a un canale televisivo in onda 24 ore al giorno con prodotti Turner. Nelle sue prime settimane in onda ha offerto un ciclo di programmazione di sei ore che ha ospitato le animazioni Geronimo Stilton, Beyblade Metal Fusion, Dinosaur King, The Powerpuff Girls Z, Ben 10: Alien Force, Bakugan Battle Brawlers: New Vestronia e Inazuma Eleven.
Il 9 agosto 2010, ha iniziato le sue trasmissioni nei test mostrando una lettera di adattamento e il 23 agosto, partono gli spot che annunciano l'inizio delle trasmissioni, cominciate il 1º settembre.
Il 20 giugno 2011, il canale subisce un restyling grafico e il logo è stato modificato con una tonalità più scura e con una forma tridimensionale.
Il 30 giugno 2013, con la chiusura di Cartoon Network in Spagna, Turner passa i programmi su Boing in un blocco chiamato "Findes Cartoon Network", in onda ogni mattina del fine settimana.
Da novembre 2015, Mediaset España ha trasmesso temporaneamente Boing in HD fino al 7 gennaio 2016, come test di trasmissione.
Il 29 marzo 2016, il canale ha rinnovato la sua immagine aziendale, adattandosi all'immagine globale del canale che ha presentato in anteprima nella sua versione italiana il 7 marzo dello stesso anno. Inoltre da quel giorno arrivano già nella loro nuova veste grafica 6 testimonials che introducono le serie in onda sul canale detti Animadz, presenti in Italia dal 2006.

## Palinsesto

### Blocco
- Findes Cartoon Network

Dal 14 settembre 2013 viene lanciato sul canale un blocco chiamato Findes Cartoon Network (letteralmente Weekend Cartoon Network) che va in onda ancora oggi ogni weekend dalle 10:30. Il blocco tende a sostituire il canale Cartoon Network, non più esistente dal 30 giugno 2013.

### Palinsesto attuale[5]
- Beyblade X
- Craftopia
- Doraemon, el gato cósmico
- Dragon Ball Super
- Lego Dreamzzz
- Batwheels
- Infinity Train
- El mundo de Craig
- Game Shakers
- Looney Tunes Cartoons
- Los Thundermans
- Nicky, Ricky, Dicky & Dawn
- Somos Ositos
- Boy Girl Dog Cat Mouse Cheese
- Big Blue
- Shaun the Sheep
- Lamput
- Teen Titans Go!
- Tiny Toons Looniversity
- Tom y Jerry en Nueva York
- DC Super Hero Girls
- Viajes Pokémon
- Wipe Out
- Jellystone

### Palinsesto passato
- El asombroso mundo de Gumball
- Wacky Races
- Taffy
- Alta mar
- Amazing Spiez![6]
- Ben 10
- Beyblade Burst
- Mucho Mike
- Bunnicula
- Steven Universe
- Hora de aventuras
- Grizzy y los lemmings
- Campamento Mágico
- Clarence
- Dragones: Los Defensores de Mema
- Elliot de la Tierra
- El show de Garfield[6]
- El show de Tom y Jerry
- El valiente príncipe Ivandoe
- Chowder
- ¡Enróllate, Scooby-Doo!
- Yabba-Dabba Dinosaurs
- Hero 108[7]
- Historias corrientes
- Hora de aventuras: Tierras Lejanas
- Inazuma Eleven GO Chrono Stones
- Inazuma Eleven Go! Galaxy
- Inspector Gadget[8]
- Johnny Test
- Las Supernenas
- Manzana y cebolleta
- Más Allá Del Jardín
- Lego Ninjago: Maestros del Spinjitzu
- Masha y el Oso[8]
- Mi caballero y yo
- Mr. Bean[8]
- Oggy y las cucarachas[7]
- Power Rangers Dino Fury
- Power Players
- Scooby Doo y compañía
- Somos osos
- Victor y Valentino
- Star Wars Rebels
- Supernovatos
- Tito Yayo
- Unikitty!
- Wakfu
- Wooala!
- Yo-kai Watch
- Batman the Brave and the Bold
- Justice League
- Produzioni originali
- Bo & Bobo Show

## Loghi

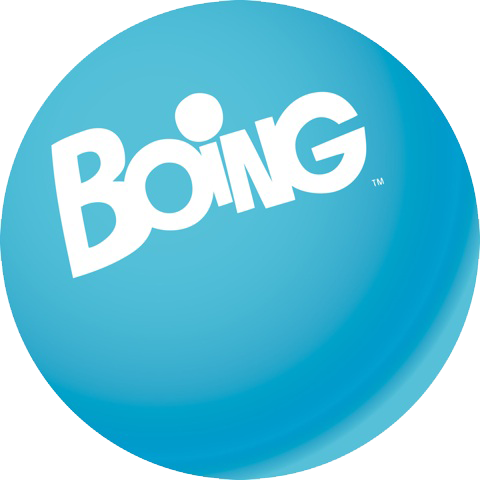
10 settembre 2010 - 20 giugno 2011
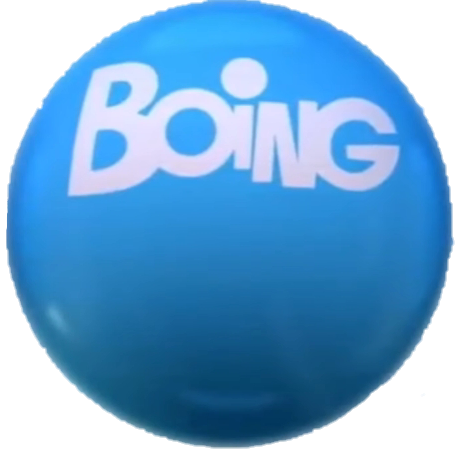
20 giugno 2011 - 29 marzo 2016
29 marzo 2016 - 26 settembre 2020
In uso dal 26 settembre 2020

## Prodotti
- Revista Boing, una rivista che viene pubblicata mensilmente rivolta a bambini di età compresa tra 7 e 12 anni. Offre i contenuti sulla serie del canale, suggerimenti, giochi, poster, regali, lotterie, fumetti, artigianato e contenuti educativi generali.
- Tableta Boing, un tablet creato nel 2013 su cui era possibile visualizzare le serie di canali su richiesta, giocare, dipingere e scattare foto.
- Boing Boing - La Masa que bota, era una palla modellabile di plastilina disponibile nelle edicole spagnole, edita da Simba.
- Be Boing, il gioco in scatola dell'omonimo quiz di Boing disponibile nei negozi di giocattoli, edito da Famosa.
- Súper Estuche Top Secret de Boing, è un astuccio dove si possono conservare matite, pennarelli e quant'altro.
- BoingFest, un festival del 2019 presentato da Toony Tube e tenuto presso il Museo ferroviario di Madrid, che comprendeva i personaggi della serie del canale, concerti, balli e attività.
- Boing App, è l'applicazione mobile del canale, attraverso la quale è possibile visualizzare i contenuti del canale su richiesta, giocare o guardare la diretta tv.
- Tienda Boing, un negozio online all'interno del sito web di Mediaset. In esso si possono acquistare prodotti come giocattoli, giochi, materiale scolastico o dispositivi elettronici, tra gli altri, tutti relativi alle serie e ai programmi sul canale.